# Andinodelphys
Andinodelphys is een geslacht van uitgestorven buideldierachtigen. Het geslacht omvat één soort, A. cochabambensis, en dit dier leefde tijdens het Paleoceen in Zuid-Amerika. 

## Fossiele vondsten
Fossielen van Andinodelphys zijn gevonden in de Santa Lucía-formatie in Bolivia, die dateert uit het Vroeg-Paleoceen (circa 65 miljoen jaar geleden). De vondsten omvatten vijf bijna complete schedels, waarvan drie in combinatie met een bijna compleet tot gedeeltelijk skelet.

## Kenmerken
Andinodelphys onderscheidt zich van de nauwe verwant Pucadelphys door de grotere schedel met een langere snuit. De schedel was 42 tot 48 mm lang, vergelijkbaar met die van een muisopossum.

## Verwantschap
Andinodelphys behoort tot de familie Pucadelphyidae binnen de Pucadelphyda.